# Felix Liebermann

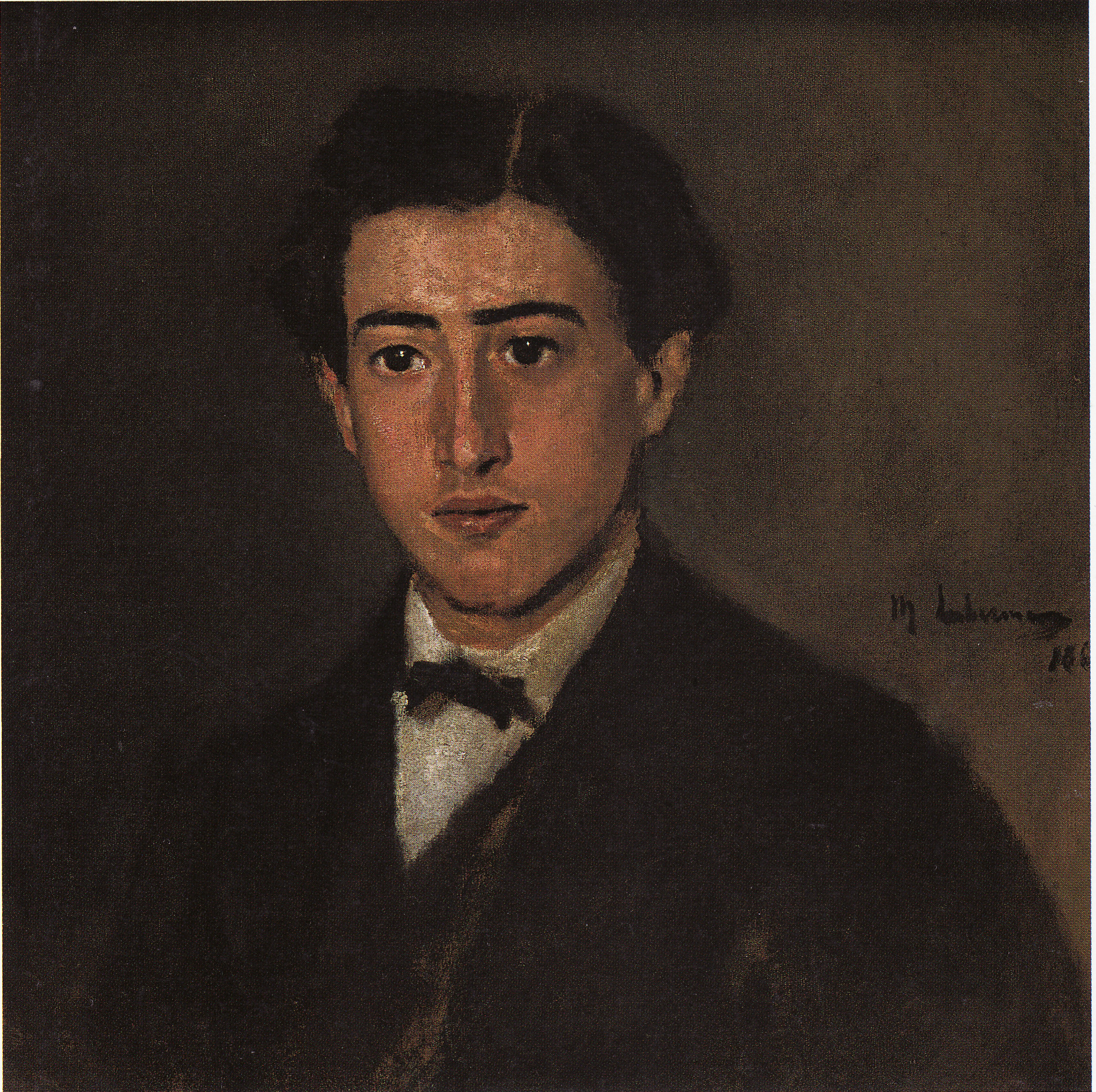
Felix Liebermann, porträtiert von Max Liebermann um 1865

Felix Liebermann (* 20. Juli 1851 in Berlin; † 7. Oktober 1925 ebenda) war ein deutscher Historiker.

## Leben
Felix Liebermann gehörte der Berliner Familie Liebermann an. Er war der jüngste von vier Söhnen des Berliner Industriellen und Großbürgers Louis Liebermann. Sein ältester Bruder war der Unternehmer Georg Liebermann, ein weiterer Bruder Max Liebermann, dem er zeitlebens nahestand. 1865 fertigte der junge Max Liebermann ein Bildnis seines Bruders Felix, das erste Porträtwerk des späteren Malers von Weltruhm.
Felix Liebermann machte nach dem Abitur am Friedrichswerderschen Gymnasium eine Ausbildung zum Bankier. Anschließend arbeitete er zwei Jahre im Exportgeschäft von Nähgarn in Manchester. Dort kam er der britischen Lebensweise näher und entwickelte eine ausgeprägte Anglophilie. Ab 1873 studierte an der Universität Göttingen Geschichte. Seine Promotionsarbeit von 1875 trug den Titel Dialogus de saccario. Seinem Interesse für Großbritannien folgend, befasste er sich als unabhängiger Historiker mit der mittelalterlichen Geschichte Englands und gab 1879 die Anglonormannischen Geschichtsquellen heraus. 1880 heiratete Felix seine Frau Cäcilie Lachmann (1860–1943).
1896 wurde er von der Universität Oxford und der Universität Cambridge zum Ehrendoktor ernannt. Der preußische Kultusminister Robert Bosse ernannte ihn zum Professor für Geschichte. 1908 wurde er zum korrespondierenden Mitglied der Göttinger Akademie der Wissenschaften gewählt. Im selben Jahr wurde er auch als korrespondierendes Mitglied in die Bayerische Akademie der Wissenschaften aufgenommen. Die British Academy nahm ihn 1909 als korrespondierendes Mitglied auf.
Im Alter von 74 Jahren starb Felix Liebermann 1925 in der Nähe des Berliner Tiergartens an den Folgen eines Autounfalls.
1917 war ihm von der Universität Göttingen die juristische Ehrendoktorwürde verliehen worden.

## Veröffentlichungen
- Anglonormannische Geschichtsquellen, 1879
- Die Gesetze der Angelsachsen, 3 Bände, 1903–1916

## Belege
1. ↑  Holger Krahnke: Die Mitglieder der Akademie der Wissenschaften zu Göttingen 1751–2001 (= Abhandlungen der Akademie der Wissenschaften zu Göttingen, Philologisch-Historische Klasse. Folge 3, Bd. 246 = Abhandlungen der Akademie der Wissenschaften in Göttingen, Mathematisch-Physikalische Klasse. Folge 3, Bd. 50). Vandenhoeck & Ruprecht, Göttingen 2001, ISBN 3-525-82516-1, S. 151.
2. ↑  Felix Liebermann Nachruf bei der Bayerischen Akademie der Wissenschaften (PDF-Datei).
3. ↑  Deceased Fellows. British Academy, abgerufen am 30. Juni 2020.
4. ↑  Hedwig Munscheck-von Pölnitz, Felix Liebermann (siehe Literatur), S. 332 Anm. 53.

| Personendaten    | Personendaten        |
| ---------------- | -------------------- |
| NAME             | Liebermann, Felix    |
| KURZBESCHREIBUNG | deutscher Historiker |
| GEBURTSDATUM     | 20. Juli 1851        |
| GEBURTSORT       | Berlin               |
| STERBEDATUM      | 7. Oktober 1925      |
| STERBEORT        | Berlin               |